# Fred Alexander
Frederick Beasley Alexander (14 de agosto de 1880 - 3 de marzo de 1969) fue un jugador de tenis estadounidense que se destacó a principios del siglo XX. 
Nacido en Sea Bright, New Jersey, representó a la Universidad de Princeton, con la que fue campeón de la NCAA en dobles en 1900 y de individuales en 1901. Flaco y larguirucho, poseía un juego de golpes elegantes. Sus logros más importantes ocurrieron en el dobles, formando una extraordinaria pareja junto a su compatriota Harold Hackett, con quien fueron finalistas del US Championships un récord de 7 ocasiones consecutivas. En total, Alexander se alzó con 6 títulos de dobles en Grand Slam.
En 1908 se convirtió en el primer extranjero en adjudicarse el Australasian Championships, tras vencer en la final a Alfred Dunlop. Junto a este último conquistó el título de dobles de ese año. Su último Grand Slam lo logró en 1917, ya con 37 años, haciendo pareja con Harold Thockmorton (que contaba con 19 años). 
Tras su retiro se encargó de fomentar el tenis juvenil en el área de Nueva York, que tuvo como fruto jugadores de la talla de Vincent Richards. Fue incorporado al Salón Internacional de la Fama del tenis en 1961 y murió en Beverly Hills, California en 1969.

## Torneos de Grand Slam

### Campeón Individuales (1)
| Año  | Torneo                     | Oponente en la final | Resultado           |
| 1908 | Australasian Championships | Alfred Dunlop        | 3-6 3-6 6-0 6-2 6-3 |

### Campeón Dobles (6)
| Año  | Torneo                     | Pareja              | Oponentes en la final           | Resultado    |
| 1907 | US Championships           | Harold Hackett      | Nat Thornton B. Grant           | 6-2 6-1 6-1  |
| 1908 | Australasian Championships | Alfred Dunlop       | G. G. Sharp Anthony Wilding     | 6-3 6-2 6-1  |
| 1908 | US Championships           | Harold Hackett      | Raymond Little Beals Wright     | 6-1 7-5 6-2  |
| 1909 | US Championships           | Harold Hackett      | George Janes Maurice McLoughlin | 6-4 6-4 6-0  |
| 1910 | US Championships           | Harold Hackett      | Tom Bundy Trowridge Hendrick    | 6-1 8-6 6-3  |
| 1917 | US Championships           | Harold Throckmorton | Harry Johnson Irvin Wright      | 11-9 6-4 6-4 |

### Finalista Dobles (5)
| Año  | Torneo           | Pareja         | Oponentes en la final          | Resultado           |
| 1900 | US Championships | Raymond Little | Dwight Davis Holcombe Ward     | 4-6 7-9 10-12       |
| 1905 | US Championships | Harold Hackett | Holcombe Ward Beals Wright     | 4-6 4-6 1-6         |
| 1906 | US Championships | Harold Hackett | Holcombe Ward Beals Wright     | 3-6 6-3 3-6 3-6     |
| 1911 | US Championships | Harold Hackett | Raymond Little Gustav Touchard | 5-7 15-13 2-6 4-6   |
| 1918 | US Championships | Beals Wright   | Vincent Richards Bill Tilden   | 3-6 4-6 6-3 6-2 2-6 |

- Datos: Q1333525
- Multimedia: Fred Alexander / Q1333525